# Tubilți
Tubilți (în ucraineană Тубільці) este localitatea de reședință a comunei Tubilți din raionul Cerkasî, regiunea Cerkasî, Ucraina.

## Demografie
Componența lingvistică a localității Tubilți
     Ucraineană (97,33%)
     Rusă (2,44%)
     Alte limbi (0,15%)
Conform recensământului din 2001, majoritatea populației localității Tubilți era vorbitoare de ucraineană (97,33%), existând în minoritate și vorbitori de rusă (2,44%).